# Ali Farka Touré, le miel n'est jamais bon dans une seule bouche
Pour plus de détails, voir Fiche technique et Distribution.
Ali Farka Touré, le miel n’est jamais bon dans une seule bouche est un documentaire français réalisé par Marc Huraux en 2001 et consacré au parcours du musicien et chanteur malien Ali Farka Touré.

## Synopsis
À la fin de sa vie, le légendaire chanteur et guitariste africain Ali Farka Touré rejetait sans hésiter les offres internationales et les séances d’enregistrement pour lesquelles les musiciens du monde entier auraient donné leurs vies. Lui avait tout fait et senti que cela fragilisait le lien entre sa musique et sa source : son Mali profond. Il se sentait alors avant tout comme un agriculteur et chef de famille, usait de son argent et de ses contacts pour améliorer les conditions agricoles et sociales de la région de Tombouctou où il n’y a ni route ni électricité. Ali lui-même a conduit Marc Huraux sur les immenses étendues de terre qui entourent Niafunké pour faire le film.

## Fiche technique
- Réalisation : Marc Huraux
- Scénario : Marc Huraux
- Image : Marc Huraux et Jean-Michel Humeau
- Son : Julien Cloquet
- Montage : Marc Huraux et Sandie Bompar
- Production: Les Films d'ici et Arte France